# Нематпур, Талеб
Талеб Нематпур (перс. طالب نعمت‌پور‎, 19 сентября 1984) — иранский борец греко-римского стиля, чемпион мира, Азии и Азиатских игр.

## Биография
Родился в Кухдеште. В 2008 году завоевал серебряную медаль чемпионата Азии. В 2009 году стал чемпионом Азии. В 2010 году завоевал золотую медаль Азиатских игр. В 2011 году выиграл кубок мира. В 2013 году стал чемпионом мира и бронзовым призёром чемпионата Азии. В 2014 году вновь выиграл кубок мира.